# Claes Moyaert

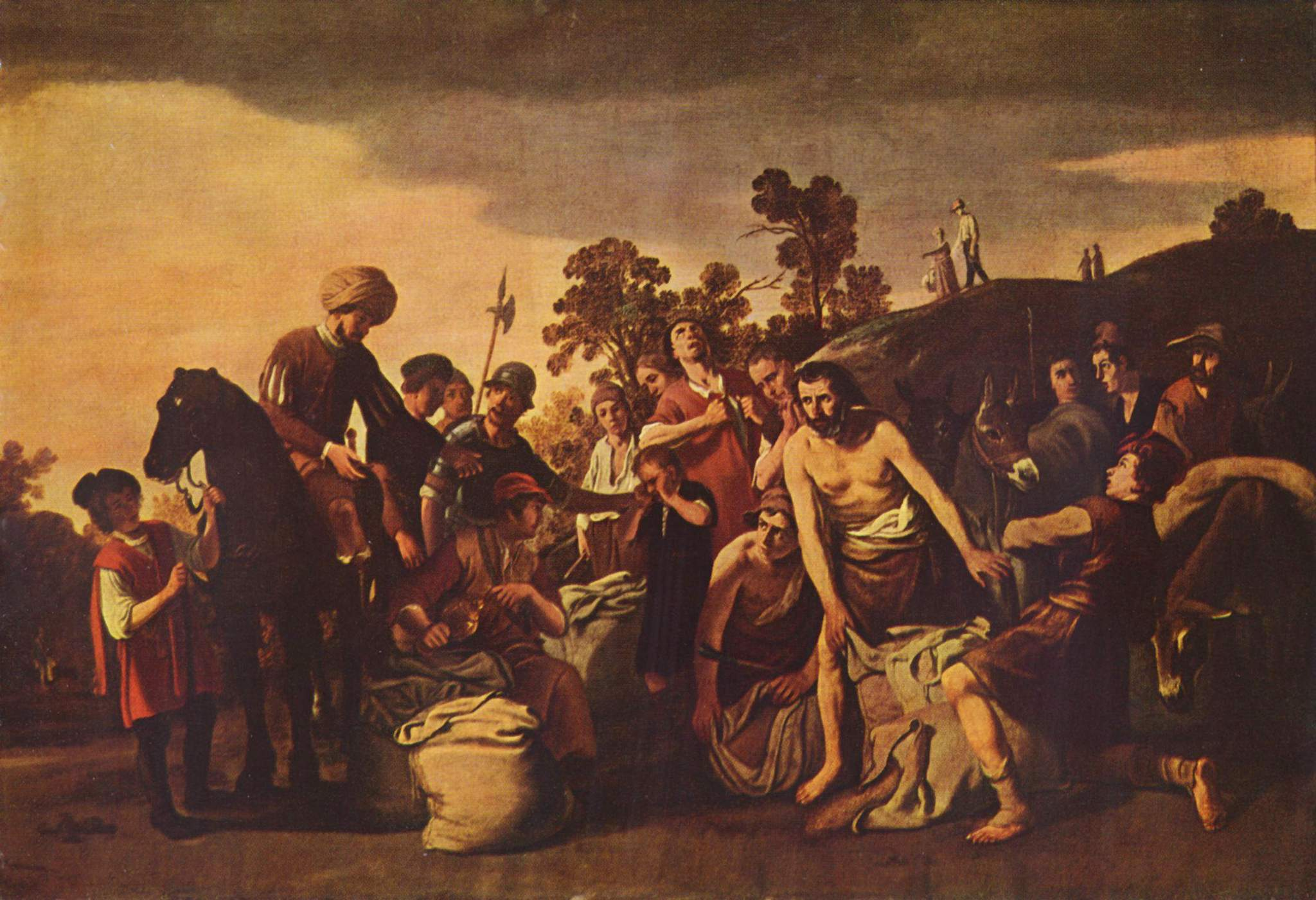
Claes Moyaert (1627), José encuentra la plata en los sacos de Benjamín.

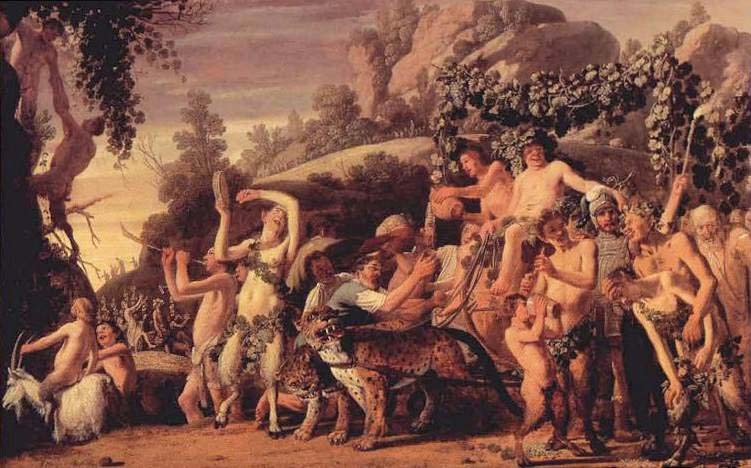
El Triunfo de Baco (1624). Mauritshuis.

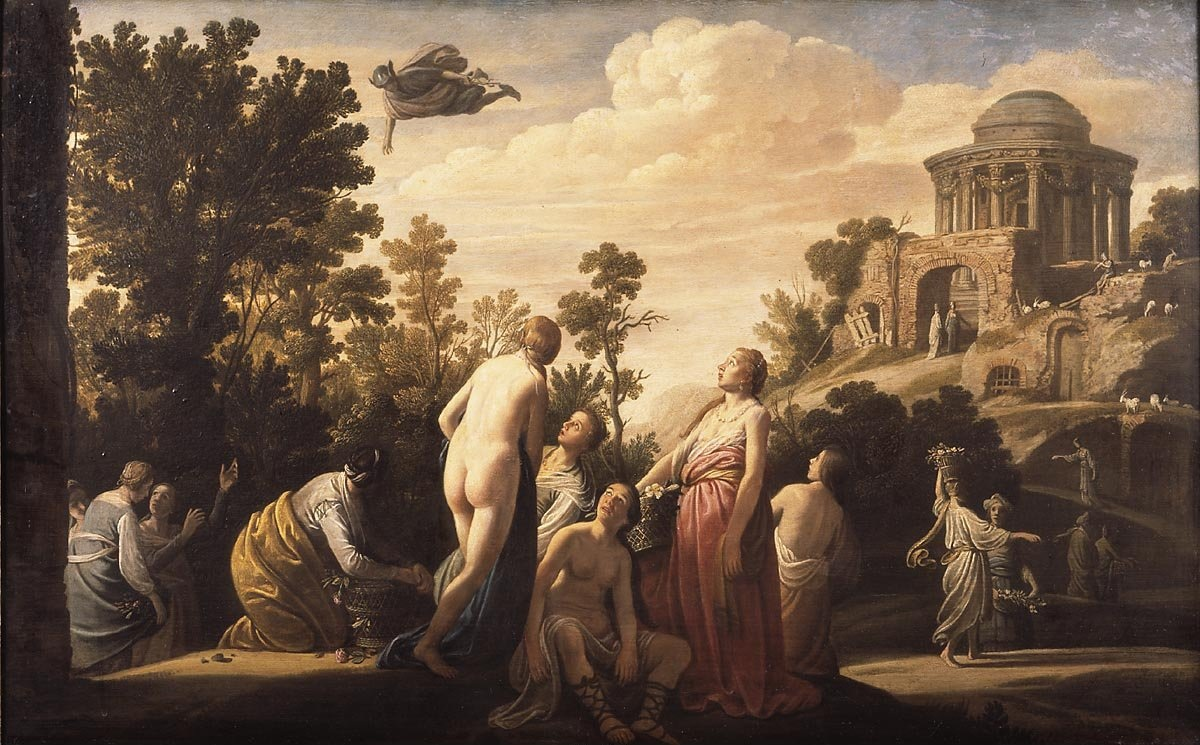
Mercurio y Herse (1624). Mauritshuis.

Claes Moyaert, Claes Corneliszoon Moeyaert o Nicolaes Moyaert o Mooyaert (Durgerdam (Ámsterdam), c. 1591-Ámsterdam, octubre de 1669) fue un pintor, dibujante y grabador católico holandés del Siglo de Oro neerlandés. Se pensaba que había fallecido en 1655, pero existen discrepancias, aunque parece que las últimas investigaciones llevan la fecha a 1669 (Dudok van Heel, 2006). Es conocido por sus pinturas de escenas religiosas, escenas mitológicas, escenas de género, retratos y paisajes.

## Biografía
Moyaert nació en Durgerdam, una parte del municipio de Ámsterdam, en los Países Bajos. De joven, empezó pintando paisajes a la manera de Adam Elsheimer y se cree que viajó a Italia por un corto tiempo para ver y experimentar su arte, como lo confirman sus paisajes italianos. En 1617, a los 25 años se casó con Grietje Claes van Zijl. Posiblemente trabajó con Pieter Lastman en su estudio de la popular calle de Sint Antoniesbreestraat, cerca de la Guilda de San Lucas.
El artista estuvo activo en Ámsterdam entre 1612 y 1655. Fue influenciado por Rembrandt, y utilizó el lápiz rojo, como él, para sus dibujos. Entró en 1630 en el gremio de pintores de Ámsterdam y en 1638 le encargaron la decoración de la ciudad para la visita de María de Médicis, destacando su arco triunfal. El 1 de septiembre de 1638, fue testigo de su llegada a Ámsterdam. En 1646 trabajó para la corte de Dinamarca.
Tuvo tres hijos, dos siendo tratados por retraso mental y cuidados en su propia casa. Probablemente también fuera comerciante de vinos, y tuvo participación en el negocio de Hendrick van Uylenburgh, un famoso comerciante de arte, tío de la esposa de Rembrandt, Saskia van Uylenburgh, con lo que llegó a ser un hombre muy rico.  
Moyaert también durante muchos años codirigió el Teatro de Van Campen, con el dramaturgo y poeta Jan Vos. Vivió hasta su muerte en una casa en el Singel, no lejos de Torensluis. 
Nicolaes Berchem, Salomon Koninck, Jacob van der Does y Jan Baptist Weenix fueron sus alumnos.

## Obras
Entre sus obras principales, se pueden destacar:
- Los hombres de Emaús,[3] Museo Bredius, La Haya.
- Los pastores cerca de una ruina clásica,[3] Museo Bredius.
- Jacob y Raquel, c. 1638,[4] Rijksmuseum, Ámsterdam
- Mooy-Aal y sus pretendientes, c. 1630-1640,[4] Rijksmuseum.
- La parábola del trabajador de la undécima hora, c. 1643,[5] Museo de Bellas Artes de Chambéry.
- Paisaje nocturno,[5] Museo de Bellas Artes de Chambéry.
- El triunfo de Baco, 1624,[6] Mauritshuis, La Haya.
- Mercure y Herse, 1624,[7] Mauritshuis, La Haya.
- La resurrección de Lázaro, 1652, óleo sobre lienzo,[8] Museo de Bellas Artes de Reims.